# Etelä-Pohjanmaa
Etelä-Pohjanmaa, Nederlands: Zuid-Ostrobothnië, Zweeds: Södra Österbotten, is een Fins landschap. Een landschap is in Finland een bestuurlijke eenheid.
Het nationale park Lauhanvuori, dat 53 vierkante kilometer groot is, ligt in Etelä-Pohjanmaa en het nationale park Kauhaneva-Pohjankangas van 57 vierkante kilometer ligt in Etelä-Pohjanmaa en het landschap Satakunta.
De rechtse beweging Lapua-beweging werd er in 1929 opgericht.
Een van de grootste muziekfestivals in Finland, Provinssirock en het oudste festival voor de Finse tango, Tangomarkkinat, worden in Seinäjoki gehouden. The Dudesons, een televisieprogramma, wordt er opgenomen.

## Gemeentes
Er waren in 2022 in Etelä-Pohjanmaa 18 gemeentes. Die staan hieronder genoemd. Het wordt er bij de gemeentes, die een stad zijn, vermeld. De inwoneraantallen staan bij de gemeentes genoemd.

Steden en gemeentes

1. Ähtäri, stad 5854
2. Alajärvi, stad 9311
3. Alavus, stad 11 197
4. Evijärvi 2404
5. Ilmajoki 12 366
6. Isojoki 1891
7. Isokyrö 4480
8. Karijoki 1192
9. Kauhajoki, stad 12 890
10. Kauhava, stad 15 312
11. Kuortane, 3528
12. Kurikka, stad 20 197
13. Lappajärvi 2866
14. Lapua, stad 14 203
15. Seinäjoki, stad 64 736
16. Soini 1998
17. Teuva 4952
18. Vimpeli 2756

Åland · Etelä-Pohjanmaa · Etelä-Savo · Kainuu · Kanta-Häme · Keski-Pohjanmaa  · Kymenlaakso · Lapin maakunta · Midden-Finland · Noord-Karelië · Österbotten · Päijät-Häme · Pirkanmaa · Pohjois-Pohjanmaa · Pohjois-Savo · Satakunta · Uusimaa · Zuid-Karelië · Zuidwest-Finland
Ähtäri · Alajärvi · Alavus · Evijärvi · Ilmajoki · Isojoki · Isokyrö · Karijoki · Kauhajoki · Kauhava · Kuortane · Kurikka · Lappajärvi · Lapua · Seinäjoki · Soini · Teuva · Vimpeli
Voormalige gemeenten:
Alahärmä · Jalasjärvi · Jurva · Kortesjärvi · Lehtimäki · Nurmo · Peräseinäjoki · Töysä · Ylihärmä · Ylistaro